# Xysticus californicus
Xysticus californicus är en spindelart som beskrevs av Eugen von Keyserling 1880. Xysticus californicus ingår i släktet Xysticus och familjen krabbspindlar. Inga underarter finns listade i Catalogue of Life.